# Моррисон, Адель
Адель Моррисон (англ. Adele Morrison; род. 19 августа 1992, Мельбурн) — австралийская фигуристка, выступавшая в танцах на льду. Чемпионка Австралии (2014), серебряный призёр чемпионата Австралии (2013, 2016) и участница чемпионата четырёх континентов (2017).

## Биография
Моррисон начала заниматься фигурным катанием в три года. Сначала тренировалась в качестве фигуристки-одиночницы, участвовала в детских чемпионатах Австралии.
Затем сменила одиночное катание на танцы на льду. В дуэте с Локраном Доэрти стала серебряным призёром чемпионата Австралии 2013 года. На следующий чемпионат приехала с новым партнёром, которым был Шейн Спеден, и совместно с ним заняла первое место национального первенства.
Ещё раз поменяв партнёра, Моррисон достигла международного уровня. Бывший российско-швейцарский фигурист Демид Рокачёв принял предложение Адель и начал кататься за Австралию. Перед сезоном танцоры готовили программы в Москве у Елены Кустаровой и Ольги Рябининой. Основными наставниками дуэта были Джон Данн и Моника Макдональд, которые тренировали в Сиднее, куда Моррисон летала каждую неделю из родного Мельбурна.
Пара провела один соревновательный сезон, завоевав серебро австралийского чемпионата. Позже они прошли отбор на чемпионат четырёх континентов, где финишировали четырнадцатыми среди шестнадцати пар, опередив две другие австралийские пары.
После завершения карьеры Моррисон работала тренером по фигурному катанию. Помимо катания она увлекалась фитнесом.

## Программы
| Сезон     | Короткий танец                                                              | Произвольный танец |
| --------- | --------------------------------------------------------------------------- | --- |
| 2016/2017 | - Блюз: «Mustang Sally» Мэк Райс - Джайв: «Land of 1000 Dances» Крис Кеннер | - «Song for the Little Sparrow» Абель Коженёвский - «Дракула» Рамин Джавади - «Everybody Wants to Rule the World» Крис Хьюз, Роланд Орзабал, Иэн Стэнли |

## Результаты
| В паре с Локраном Доэрти |       |
| Соревнования             | 13/14 |
| Чемпионат Австралии      | 2     |

| В паре с Шейном Спеденом |       |
| Соревнования             | 14/15 |
| Чемпионат Австралии      | 1     |

| В паре с Демидом Рокачёвым |       |
| Соревнования               | 16/17 |
| Четыре континента          | 14    |
| Open d’ Andorra            | 7     |
| Чемпионат Австралии        | 2     |